# St. Rupertus (Burgkirchen am Wald)

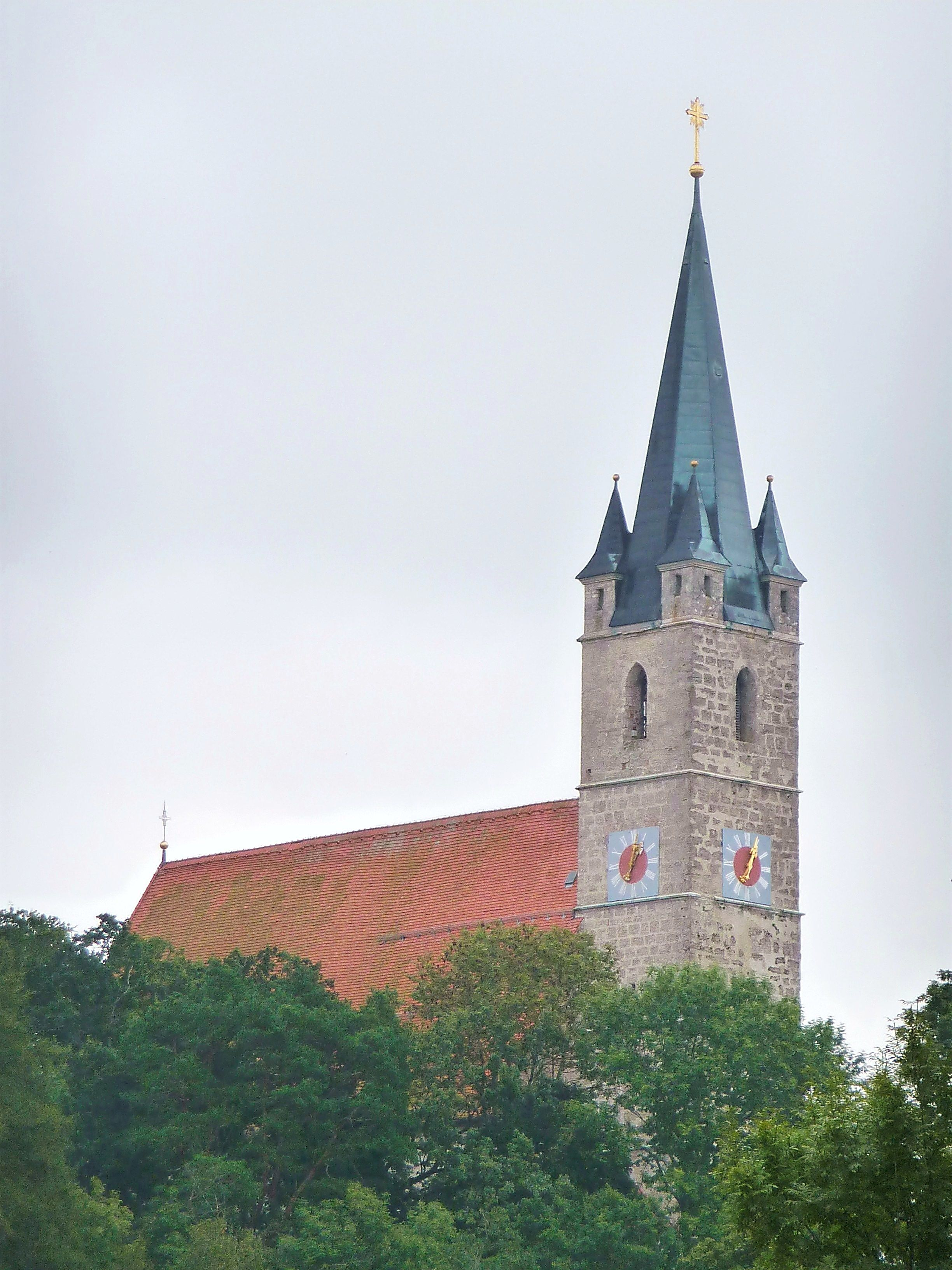
St. Rupertus (2009)

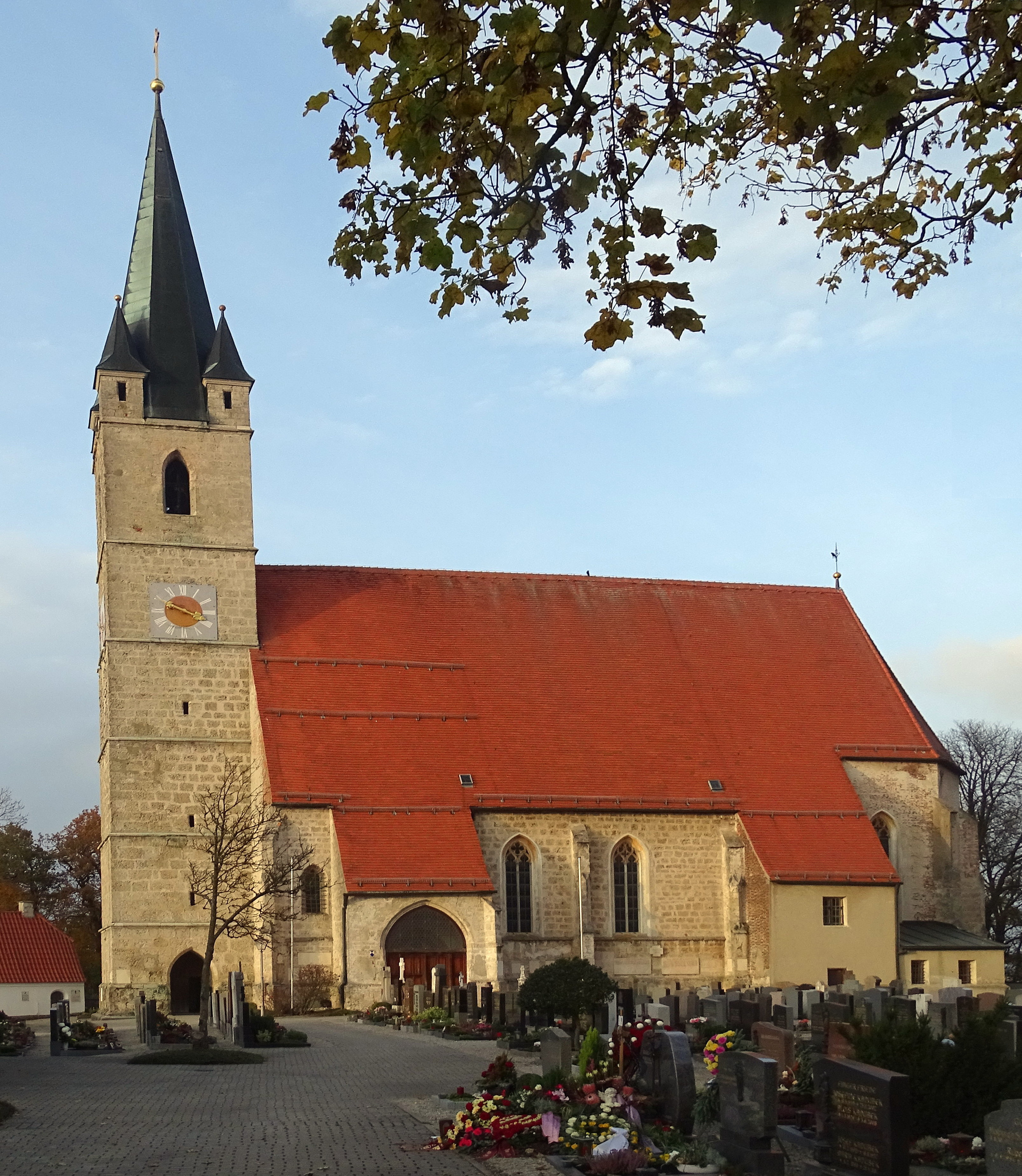
Ansicht von Süden

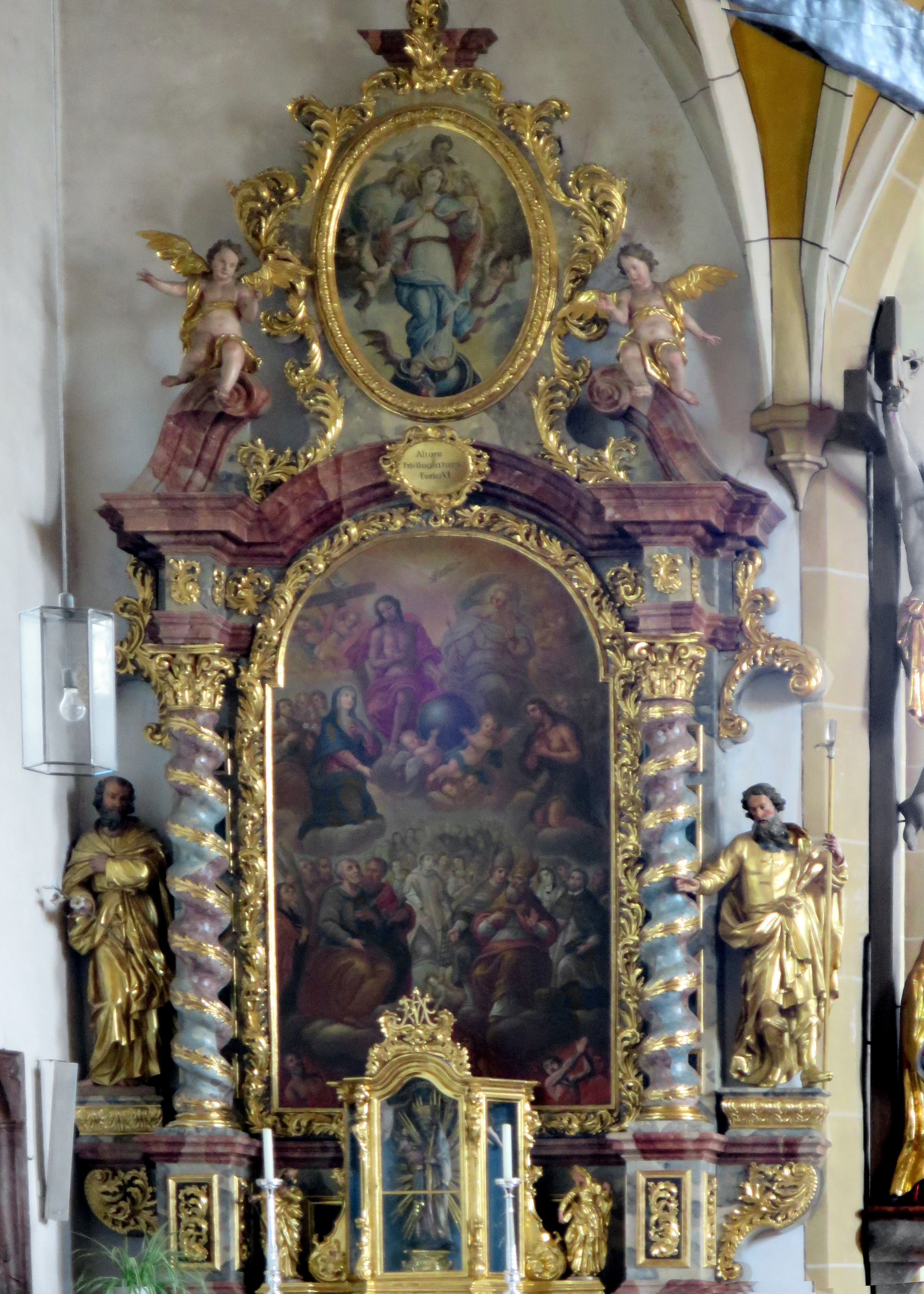
Nördlicher Seitenaltar

Die Pfarrkirche St. Rupertus ist eine römisch-katholische Rupert-von-Salzburg-Kirche im Ort Burgkirchen am Wald in der Marktgemeinde Tüßling im oberbayerischen Landkreis Altötting.

## Geschichte
Den Namen Burgkirchen trägt der Ort seit 1130. An der Stelle der namensgebenden Burg wurde die Kirche erbaut. Zur Zeit des Herzogs Arnulfs des Bösen (907–937) war Burgkirchen bereits Pfarrort. 1231 wurde die Pfarrei Burgkirchen dem Kollegiatstift Altötting zugewiesen und bis zur Säkularisation in Bayern betreut. 1810 erfolgte die Loslösung von Altötting. 1822 kam die Pfarrei zum Bistum Passau.

## Architektur
Die Kirche steht erhöht, die Landschaft weithin beherrschend. 
Der Innenraum ist eine sogenannte Dreistützenhalle: Den größten Teil der Gewöbelast trägt ein zentraler Pfeiler in der Mitte des Schiffs. Zwei weitere Pfeiler stehen im Westen des Raums und sind mit der Westempore verbunden. Die wird übrigens außerdem durch einen mittleren Emporenpfeiler gestützt, der an der Empore endet. Als Vorbild gilt die Spitalkirche in Braunau, deren Mittelpfeiler aber spter entfernt wurde. Das Langhaus wurde vor 1450 mit Tuffquadern zwischen dem noch erhaltenen romanischen Turmerdgeschoss im Westen und dem ehemaligen romanischen Chor im Osten neu errichtet und dabei in der Breite auf einen annähernd quadratischen Grundriss vergrößert. Der spätgotische Chor mit einem Joch und einem Fünfachtelschluss entstand um 1480. Im Chor sind die Jahreszahl „1484“ sowie ein fragmentiertes Wandbild aus der Mitte des 15. Jahrhunderts zu finden. Das eng mit der Salzburger Malerei um Conrad Laib verbundene Gemälde zeigt Teile einer Ölbergszene sowie eine Stifterfamilie und einen Ornamentstreifen. Der Turmbau über dem romanischen Erdgeschoss erfolgte in gotischen Formen über sechs Geschosse und schließt mit vier Ecktürmchen und einem Spitzhelm. Die Außenwände der Kirche werden durch zweifach abgesetzte Strebepfeiler gegliedert.
Der Chor besitzt ein Netzgewölbe über Wandpfeilervorlagen und Runddiensten. 
Das Gewölbe des Kirchenschiffs ruht außer auf den eingangs genannten Achteckpfeilern auf Konsolen. Von den Wandkonsolen sowie den auf Lücke gestellten Freipfeilern gehen Gewölbeschirme aus, die mit sechsteiligen Rautensternen figuriert sind. Die in Kielbogenarkaden aufgelöste Front der rippengewölbten Westempore ist zwischen die beiden westlichen Pfeiler eingespannt. Die Emporenbrüstung zeigt Rokokostukkatur und Fresken.

## Ausstattung
Der mächtige Hochaltar um 1750/1760 zeigt das Altarbild Mariä Himmelfahrt, gemalt von Josef Weiß und trägt überlebensgroße Schnitzfiguren der Heiligen Sebastian, Johann Nepomuk, Johannes Sarkander und Florian. In der Kirche befindet sich ein reliefierter Tabernakel mit Rocaillewerk. Der nördliche Seitenaltar um 1700 zeigt das Bild Allerheiligen. Der südliche Seitenaltar zeigt das Bild Glorie des heiligen Isidor mit einer Ansicht des Ortes mit dem Schloss Tüßling von Johann Paul Vogl um 1730. Die Rokokokanzel hat vergoldete Reliefs. In Nischen der Langhauswände sind Schnitzfiguren der Heiligen Isidor und Notburga in Kostümen. Die Türbeschläge und der Taufstein im Turmerdgeschoss sind romanisch. Die Beichtstühle und die Stuhlwangen entstanden um 1730. Die Orgel ist ein Werk von Friedrich Glockner aus dem Jahr 1976 mit 22 Registern auf zwei Manualen und Pedal.

## Friedhofskapelle
Die Pfarrkirche ist von einem Friedhof umgeben, welcher sich nach Süden ausweitet. Die Friedhofskapelle im Norden wurde im 15. Jahrhundert mit einem Netzgewölbe als Beinhaus errichtet.